# 花村博人
花村 博人（はなむら ひろと、1979年3月5日 - ）は静岡県出身のギタリスト、音楽講師。エレキギター、アコースティックギター、クラシックギター全てを演奏する。

## 経歴
3歳よりエレクトーンを始め、5歳よりピアノを始める。15歳でギターを始める。初めてのギターはホームセンターに通い詰め本人が１ヶ月かけて制作した。この頃から複数のバンドでハードロックを演奏し始める。高校卒業後、ミュージックカレッジ・メーザーハウスに入学。1998年に女優、黒木瞳のバックバンドを皮切りにプロとして活動を始める。
2004年バンドJolly Jelly Fishのギタリストとして活動を始める。在籍中は数多くのメディアに出演し熱唱オンエアバトルで決勝進出『Dream Project Audition TV』にて10週連続チャンピオンを経験。CDをリリースするも脱退し渡米。
2006年からボストンのバークリー音楽大学に入学。在学中はジャズギターをミック・グッドリック、ティム・ミラーに、クラシックギターをアポストロス・パラスケヴァス、デヴィッド・ニューサムに師事。コンテンポラリージャズ理論、クラシックコンポジション等を学ぶ。全米各地での演奏活動、数多くのレコーディングを経験する。同時期に俳優として2本の映画に出演。
2009年にはBPCで行われたギターナイトではオーディションを勝ち抜き日本人唯一のファイナリストとしてソロギターを演奏。同年、演奏科音楽修士課程で同校を卒業。
2009年からロサンゼルスに拠点を移し、クラシックとジャズの融合に独特のアプローチを加え演奏活動を始める。またロサンゼルスのジャズシーンで多くのプレイヤーと共演し、親交を深める。
2011年、日本帰国。
ロック、ラテン・ジャズ、フュージョン、ソロギター、クラシックなどジャンルの垣根を越えた活動を続けている。
また2012年頃から、『究極の吹奏楽シリーズ』や『ブラバン！シリーズ』の常連プレイヤーで、多くのミュージシャンと競演を果たしている。